# دیوید اسمیت
دیوید اسمیت (به انگلیسی: David Smith) (متولد ۱۵ مه ۱۹۸۵ در کالیفرنیا) بازیکن والیبال اهل کالیفرنیا و عضو تیم ملی والیبال ایالات متحده آمریکا است.
دیوید در سال ۲۰۰۷ در دانشگاه کالیفرنیا بازی می‌کرد و در المپیک ۲۰۱۲ و ۲۰۱۶ نیز عضو تیم ملی آمریکا بود که در ۲۰۱۶ ریو به همراه دیگر بازیکنان تیم به مدال برنز دست یافت. او کمی ناشنوا است و از سمعک استفاده می‌کند.